# Franco Donatoni
Franco Donatoni (Verona, 9 giugno 1927 – Milano, 17 agosto 2000) è stato un compositore italiano.

## Biografia

### Gli studi

Franco Donatoni in un'immagine degli inizi degli anni Novanta

In età molto giovane (a 7 anni) comincia lo studio del violino, in seguito compie gli studi di composizione al Liceo Musicale di Verona, al Conservatorio "G. Verdi" di Milano e al Conservatorio "G. B. Martini" di Bologna sotto la guida di docenti quali Piero Bottagisio, Ettore Desderi e Lino Liviabella con il quale si diploma in composizione.
Si perfeziona successivamente all'Accademia nazionale di Santa Cecilia in Roma con Ildebrando Pizzetti; nel periodo trascorso a Roma ebbe anche modo di incontrare e frequentare assiduamente Goffredo Petrassi, il quale, pur non essendo stato suo insegnante, fu prodigo di consigli e suggerimenti, aiutandolo così nel suo lavoro di compositore e convincendolo a seguire la sua strada. E fu proprio Petrassi, nella qualità di giurato del concorso di composizione indetto da Radio Lussemburgo nel 1952, a premiare il suo Concertino per archi, ottoni e timpani solisti, importante affermazione che diede il via alla sua carriera internazionale di compositore.
A metà degli anni cinquanta, in seguito agli stimoli e ai consigli ricevuti da Bruno Maderna che, da lui incontrato nella natìa Verona, avrebbe esercitato una notevole influenza sul pensiero e sul lavoro compositivo di Donatoni, ha varie volte frequentato i Ferienkurse di Darmstadt, (precisamente nel 1954, 1956, 1958 e 1961).

### L'insegnamento
Inizia la sua esperienza didattica fin dal 1953: è stato docente di Composizione presso i conservatori di Bologna, Torino e Milano, mentre in seguito è stato titolare della Cattedra di perfezionamento di composizione presso l'Accademia nazionale di Santa Cecilia a Roma presso l'Accademia Chigiana di Siena presso l'Accademia Musicale Pescarese Pescara e presso l'Accademia Lorenzo Perosi di Biella. È stato inoltre docente al DAMS della Facoltà di Lettere dell'Università di Bologna, ed ha tenuto seminari in Europa, America e Australia.
In questa sua pluridecennale esperienza pedagogica ha formato numerose generazioni di compositori, tra i quali Giuseppe Alessandrini, Sandro Gorli, Pascal Dusapin, Armando Gentilucci, Giuseppe Sinopoli, Magnus Lindberg, Gianpaolo Luppi,Fausto Romitelli, Esa-Pekka Salonen, Claudio Scannavini, Luca Mosca, Giorgio Magnanensi, Riccardo Piacentini, Franco Sbacco, Alessandro Solbiati, Javier Torres Maldonado, Giulio Castagnoli, Giovanni Verrando, Roberto Carnevale, Piero Niro, Stefano Bellon, Mauro Cardi, Matteo D'Amico, Sylvie Bodorová, Franco Balliana e molti altri.

### Premi e riconoscimenti
Tra i numerosi riconoscimenti che Donatoni ha ricevuto nel corso della sua vita, vanno ricordati il premio SIMC (Società Internazionale per la Musica Contemporanea) attribuito per la composizione Puppenspiel nel 1961, il Premio Marzotto (attribuitogli nel 1966 per il brano Puppenspiel II), il Koussevitzky Award (1968, per la composizione Orts), il premio Janni Psacaropulo della critica musicale torinese per il brano Spiri (1979).
Inoltre, nel 1985 è stato nominato "Commandeur dans L'Ordre des Arts et des Lettres" dal Ministro della Cultura francese.

### L'attività di scrittore
Attivo anche come scrittore, ha esordito con Questo (Adelphi, 1970), un testo che presenta particolari formali molto singolari in quanto Donatoni applica al materiale verbale gli stessi procedimenti che utilizza nella composizione musicale in quegli anni.
Successivamente ha dato alle stampe Antecedente X (1980), sottotitolato "Sulle difficoltà del comporre", nel quale l'autore indaga sulle oscure origini dell'atto compositivo (gli "antecedenti", appunto).
Pochi anni dopo è stato pubblicato Il sigaro di Armando (1982), raccolta di scritti su vari argomenti (sempre riguardanti la musica, ma non strettamente concentrati sulla composizione), che include anche alcune interviste con lo stesso autore; In-oltre (1988), invece, raccoglie gli scritti di presentazione che via via Donatoni stilò per le prime esecuzioni dei suoi brani.

### Gli ultimi anni
Di salute piuttosto malferma (sin dalla giovinezza soffrì periodicamente di depressioni nervose che lo costrinsero talvolta ad interrompere il suo lavoro per seguire le opportune terapie), gli ultimi anni della vita di Donatoni furono minati dal diabete di tipo 2, malattia i cui primi sintomi si erano manifestati nei primi anni ottanta.
Nel 1998 venne colpito da un ictus cerebrale, e la sua salute si deteriorò al punto che per i suoi ultimi brani orchestrali (Prom e ESA - In cauda V) dovette farsi aiutare per la stesura pratica delle partiture da alcuni allievi.
Un secondo ictus, sopravvenuto nel 2000, lo porterà alla morte il 17 agosto di quello stesso anno. Aveva 73 anni. La cerimonia funebre (durante la quale venne eseguito il suo brano Cinis, sorta di requiem laico che l'autore compose nel 1988) si tenne al conservatorio di Milano.

## La musica

### Sguardo generale
Le sue musiche sono eseguite diffusamente nel mondo intero, sovente interpretate da grandi solisti, gruppi e direttori (Claudio Abbado, Salvatore Accardo, Claudia Antonelli, Irvine Arditti, Dino Asciolla, Pierre Boulez, Elisabeth Chojnacka, Dorothy Dorow, Ensemble 2e2m, Ensemble Intercontemporain, Lothar Faber, Severino Gazzelloni, Bruno Giuranna, Les Percussions de Strasbourg, Nieuw Ensemble, Bruno Maderna, Alain Meunier, Esa-Pekka Salonen, e molti altri).
Spesso premiate in concorsi internazionali di composizione, le sue opere sono edite dalle edizioni Schott Musik International (Magonza-Londra), Boosey & Hawkes (Londra), Suvini Zerboni (Milano) e Ricordi (Milano).
Franco Donatoni arrivò alla maturità artistica in epoca relativamente tarda, ovvero attorno ai cinquant'anni, dopo aver percorso un lungo cammino spinto dal desiderio di "guardare avanti", esplorando le varie strade possibili di un tragitto che fece uscire la Nuova Musica dal periodo seriale. Le sue composizioni a partire dai tardi anni settanta riguardano soprattutto la musica da camera (pur non mancando alcune interessanti e riuscite opere orchestrali e teatrali), e vengono universalmente apprezzate per la loro fresca originalità, nonché per la libertà e la brillantezza della loro scrittura.

### I periodi
Nella musica di Donatoni si possono riconoscere vari differenti periodi: il primo è segnato da un neoclassicismo bartokiano, non esente dall'influenza di Goffredo Petrassi.
In seguito la frequentazione e gli insegnamenti di Bruno Maderna lo indirizzeranno verso lo serialismo (anni cinquanta), mentre la prima parte degli anni sessanta vedranno Donatoni tra i protagonisti dell'Alea (o, come lo stesso Donatoni preferiva dire, dell'Indeterminazione), periodo che porterà più tardi (fine anni sessanta) all'utilizzo estremo di procedimenti quali gli automatismi combinatori, volti alla ricerca di un distacco, alla rinuncia alla responsabilità soggettiva dell'atto del comporre.
Sono questi gli anni del periodo negativo, in cui le esperienze legate alla de-composizione porteranno ad una desacralizzazione completa della creatività, ad una dissociazione totale tra materiale e gesto compositivo. Durante questo periodo furono di importanza determinante le suggestioni e le influenze ricevute da autori letterari quali Franz Kafka, Gustav Meyrink, Heinrich von Kleist, Robert Walser e Marguerite Yourcenar.
Da notare in questo periodo la totale assenza di composizioni vocali; brani emblematici di quei tempi sono Puppenspiel I (1961), Per Orchestra (1962) Black and white (1964), Etwas ruhiger im Ausdruck (1967).

### L'esercizio ludico dell'invenzione
Dalla metà degli anni settanta, Donatoni ritrovò quello che lui stesso chiamava l'esercizio ludico dell'invenzione, un atteggiamento, quindi, e un rapporto decisamente positivo con la scrittura, il che lo porterà a produrre un notevolissimo numero di opere che godranno di un apprezzamento sempre più vasto in campo internazionale; in senso temporale, i primi brani di questo lungo ciclo sono Ash (1976), Toy e Spiri (entrambi del 1977).
I materiali compositivi utilizzati da Donatoni in questa sua ultima, lunga fase sono spesso minimali; essi vengono sottoposti a continui procedimenti di trasmutazione e permutazione tramite l'utilizzo di codici e automatismi miranti alla crescita della cellula originaria, quasi fosse un organismo vivente.
A partire dagli anni ottanta si denota un ritorno verso la musica vocale, da lui accuratamente evitata per più di un ventennio (L'ultima sera del 1980, In cauda per coro e orchestra del 1986, Madrigale del 1991, su testo di Elsa Morante), così come in altri lavori si noterà una certa influenza (soprattutto a livello ritmico) della musica jazz (Hot del 1989, Sweet Basil del 1993).
La sua scomparsa, avvenuta nel 2000, gli impedirà di portare a termine la sua trascrizione de L'arte della fuga di Johann Sebastian Bach.

### Il teatro
Per due volte si dedicherà all'opera lirica: nel 1984 con Atem, rappresentata al Teatro alla Scala di Milano, cercherà di ribaltare il consueto rapporto tra compositore e soggetto, creando uno spettacolo senza trama, in cui il prodotto "spettacolare" doveva essere il risultato della visualizzazione della sua musica (infatti la partitura include molti dei suoi lavori precedenti, talora modificati, talora lasciati al loro stato originario). Il risultato finale, però, non fu dei più incoraggianti, tanto che lo stesso autore ebbe a dichiarare che si era trattato solo di un "matrimonio in bianco" tra lui stesso e l'opera.
Donatoni ci riprovò nel 1995 con Alfred, Alfred, "opéra comique" su testo proprio, rappresentata al Festival "Musica" di Strasburgo e poco dopo ripresa a Parigi e in varie città italiane. L'esito fu questa volta esilarante: il protagonista dell'opera è lo stesso compositore, il quale dal letto di una camera d'ospedale, colpito da una crisi diabetica assiste in silenzio ad un susseguirsi continuo di avvenimenti surreali che si prestano a tragicomiche riflessioni sulla vita.

## Cronologia delle opere

### Gli inizi (gli anni cinquanta)
1950
- Quartetto I per quartetto d'archi

1951
- Concerto per orchestra
- Il libro dei Sette Sigilli cantata biblica per soli, coro e orchestra
- Recitativo e allegro per violino e pianoforte

1952
- Concertino per 2 corni, 2 trombe, 2 tromboni, 4 timpani e archi al Teatro La Fenice di Venezia diretto da Fernando Previtali
- Concerto per fagotto e orchestra
- Sonata per viola sola

1953
- Ouverture per orchestra da camera
- Sinfonia per orchestra d'archi

1954
- Cinque pezzi per 2 pianoforti
- Divertimento per violino e gruppo strumentale

1955
- Musica per orchestra da camera
- Composizione in quattro movimenti per pianoforte

1957
- La lampara balletto al Teatro alla Scala di Milano diretta da Luciano Rosada
- Tre improvvisazioni per pianoforte

1958
- Quartetto II per quartetto d'archi

1959
- Movimento per clavicembalo, pianoforte e 9 strumenti
- Serenata per voce femminile e 16 strumenti, testo di Dylan Thomas
- Strophes per orchestra

### Il periodo negativo (gli anni sessanta)
1960
- For Grilly "Improvvisazione per sette" per 7 esecutori
- Sezioni "Invenzione per orchestra" eseguita nel 1972 al Teatro La Fenice

1961
- Doubles per clavicembalo
- Puppenspiel I "Studi per una musica di scena" per orchestra
- Quartetto III per nastro a quattro piste

1962
- Per orchestra

1963
- Quartetto IV (Zrcadlo) per quartetto d'archi

1964
- Asar per 10 strumenti ad arco
- Babai per clavicembalo
- Black and white per 37 strumenti ad arco

1965
- Divertimento II per archi diretto da Daniele Paris al Teatro La Fenice

1966
- Puppenspiel II per flauto e orchestra

1967
- Etwas ruhiger im Ausdruck per flauto, clarinetto, violino, violoncello e pianoforte
- Souvenir "Kammersymphonie op. 18" per 15 strumenti al Teatro La Fenice

1968
- Black and white II "Esercizi per le dieci dita" per strumenti a tastiera

1969
- Estratto per pianoforte
- Orts "Souvenir n. 2" per 14 strumenti e lettore ad libitum
- Solo per orchestra d'archi

### Transizioni (gli anni settanta)
1970
- Doubles II per orchestra a Roma (prima versione)
- To Earle per orchestra da camera
- Secondo estratto per arpa, clavicembalo e pianoforte

1971
- Doubles II per orchestra al Teatro La Fenice di Venezia (seconda versione)

1972
- To Earle two per orchestra e strumenti
- Lied per 13 strumenti

1973
- Jeux pour deux per clavicembalo e organo positivo
- Voci - Orchesterübung per orchestra

1974
- Espressivo per oboe e orchestra
- Quarto estratto per 8 strumenti

1975
- Duetto per clavicembalo
- Duo pour Bruno per orchestra
- Lumen per 6 strumenti
- Terzo estratto per pianoforte e 8 strumenti

1976
- Ash per 8 strumenti
- Musette per Lothar per musette

1977
- Algo per chitarra
- Ali per viola
- Diario 76 per 4 trombe e 4 tromboni
- Portrait per clavicembalo e orchestra
- Spiri per 10 strumenti
- Toy per 2 violini, viola e clavicembalo

1978
- Arie per voce femminile e orchestra, testi di Omar Khayyam, Renato Maestri, Fray Luis de León, Tiziana Fumagalli, Ḥāfiẓ
- De Près per voce femminile, 2 ottavini e 3 violini
- Ed insieme bussarono per voce femminile e pianoforte

1979
- About... per violino, viola e chitarra
- Argot per violino
- Marches per arpa
- Nidi per ottavino al Teatro La Fenice

### L'invenzione (gli anni ottanta)
1980
- Clair per clarinetto
- L'ultima sera per voce femminile e 5 strumenti, testo di Fernando Pessoa
- Le ruisseau sur l'escalier per violoncello e 19 esecutori

1981
- Fili per flauto e pianoforte al Teatro La Fenice di Venezia
- The heart's eye per quartetto d'archi al Teatro La Fenice di Venezia
- Small per ottavino, clarinetto e arpa
- Tema per 12 strumenti

1982
- Feria per 5 flauti, 5 trombe e organo al Teatro Comunale di Bologna
- Lame per violoncello

1983
- In cauda (in tre tempi) per coro e orchestra al Teatro La Fenice
- Abyss per voce grave femminile, flauto basso e 10 strumenti, testo di Susan Park
- A Françoise per pianoforte
- Ala per violoncello e contrabbasso
- Alamari per violoncello, contrabbasso e pianoforte
- Diario '83 per 4 trombe, 4 tromboni e orchestra
- Lem per contrabbasso
- Rima per pianoforte
- She per 3 soprani e 6 strumenti, testo di Susan Park
- Sinfonia op. 63 "Anton Webern" per orchestra da camera
- Françoise Variationen per pianoforte

1984
- Atem, opera in due tempi e un intermezzo, testi di Brandolino Brandolini d'Adda, Tiziana Fumagalli, Renato Maestri e Susan Park
- Cadeau per 11 esecutori
- Darkness per 6 percussionisti
- Ombra per clarinetto contrabbasso
- Ronda per violino, viola, violoncello e pianoforte

1985
- Omar per vibrafono
- Sestetto per 2 violini, 2 viole e 2 violoncelli
- Still per soprano leggero e 6 strumenti al Teatro alla Scala di Milano
- Eco per orchestra da camera

1986
- Arpège per 6 strumenti
- Refrain per 8 strumenti

1987
- Ave per ottavino, glockenspiel e celesta
- Flag per 13 strumenti
- O si ride per 12 voci soliste, testo di Brandolino Brandolini D'Adda

1988
- Cinis per voce femminile e clarinetto basso, testo di Gaio Licinio Calvo
- La souris sans sourire per quartetto d'archi
- Short per tromba in Do
- Cloches per 2 pianoforti, 8 strumenti a fiato e 2 percussionisti

1989
- Blow per quintetto di fiati
  - Ciglio per violino
  - Frain per 8 strumenti
  - Hot per sassofono sopranino e tenore e 6 esecutori
  - Midi per flauto
  - Soft per clarinetto basso

### L'ultimo decennio (gli anni novanta)
1990
- Ase (Algo II) per voce femminile e chitarra
- Bok per clarinetto basso e marimba
- Chantal per arpa solista, flauto, clarinetto e quartetto d'archi
- Cloches II per 2 pianoforti
- Het per flauto, clarinetto basso e pianoforte
- Holly per corno inglese, oboe, oboe d'amore e 13 strumenti
- Marches II per arpa solista, 3 voci femminili ad libitum, 12 strumenti e 3 percussionisti
- Rasch per 4 sassofoni
- Spice (Ronda n. 2) per violino/viola, clarinetto in Sib/clarinetto piccolo in Mib, violoncello e pianoforte
- ...a Renzo e Marcella. Variazione 29bis per pianoforte

1991
- Cloches III per 2 pianisti e 2 percussionisti
- Madrigale per 4 cori di voci bianche e 4 percussionisti, testo di Elsa Morante
- Refrain II per 11 esecutori

1992
- Aahiel per mezzosoprano, clarinetto, vibrafono, marimba e pianoforte, testo di Anonimo
- An Angel within my Heart per voce femminile, 2 clarinetti e trio d'archi, testo di Susan Park
- Concerto grosso per orchestra e 5 tastiera
- Feria II per organo
- Feria III per organo
- Jay per pianoforte, 2 trombe, 3 corni e 2 tromboni
- Late in the day (Ronda n. 3) per soprano, flauto, clarinetto e pianoforte, testo di Michael Riviere
- Mari per marimba
- Mari II per 4 marimbe
- Nidi II per flauto barocco tenore
- Scaglie per trombone
- Sincronie per pianoforte con accompagnamento di violoncello solista
- Sweet per flauto dolce tenore

1993
- Algo II per 2 chitarre
- Ciglio II per violino e flauto
- Concertino II per 5 tastiera
- Refrain III per 14 esecutori
- Small II per flauto, viola e arpa
- Sweet Basil per trombone e big band
- In cauda II per orchestra

1994
- Ciglio III per violino e pianoforte
- Flans per soprano coloratura e 9 strumenti, testo di François Villon
- Portal per clarinetto in Sib, clarinetto basso, clarinetto piccolo in Mib e orchestra
- Puppenspiel III per ottavino, flauto e flauto in Sol e 14 esecutori
- Serenata II per 5 strumenti
- Sincronie II per violoncello, pianoforte e 7 strumenti

1995
- Alfred, Alfred, opera comica in sette scene e sei intermezzi, testo dell'autore
- Algo III per chitarra e 23 esecutori
- Cinis II per clarinetto basso, marimba e percussione
- Duetto II per 2 violini
- Fanfara per ottoni e tamburo napoleonico
- Incisi per oboe
- Luci per flauto in sol
- Rasch II per 4 sassofoni, vibrafono, marimba, percussioni e pianoforte
- Triplum per flauto, oboe e clarinetto

1996
- Algo IV per 13 strumenti
- In cauda III per orchestra
- Lame II per 8 violoncelli
- Lem II per contrabbasso e 15 strumenti
- Luci II per fagotto e corno
- Refrain IV per 8 strumenti
- Till per corno
- Leoncavallo per pianoforte

1997
- Al per mandolino, mandola e chitarra
- Che per tuba
- Feria IV per fisarmonica
- Luci III per quartetto d'archi
- Tell per corno inglese

1998
- Cerocchi 70 per clarinetto, violoncello e pianoforte
- Elly per clarinetto, violoncello] e pianoforte
- Fire (In cauda IV) per 4 voci femminili e orchestra, testo di Jack Beeching
- Poll per 13 esecutori

1999
- Clair II per clarinetto
- Prom per orchestra

2000
- ESA (In cauda V) per orchestra

## Discografia
- Franco Donatoni (disco monografico) Gruppo Musica Insieme di Cremona, soprano Luisa Castellani, direttore Andrea Molino, CD Fono
- Franco Donatoni - Ensemble 2E2M Vol. 1° (disco monografico) Ensemble 2E2M, direttore Paul Méfano, CD Adda
- Franco Donatoni - Ensemble 2E2M Vol. 2° (disco monografico) Ensemble 2E2M, direttore Paul Méfano, CD Adda
- Franco Donatoni (disco monografico) orchestra CARME, direttore Guido Maria Guida, CD Ricordi
- Franco Donatoni (disco monografico) Kölner Rundfunk Sinfonie-Orchester e Rundfunkchor - Orchestre Philharmonique de Radio France, direttore Arturo Tamayo, CD Stradivarius
- Franco Donatoni (disco monografico) Ensemble Alternance, violoncellista Alain Meunier, clarinetto contrabbasso Armand Angster, direttore Luca Pfaff, CD Harmonic Records
- Franco Donatoni (disco monografico) Nieuw Ensemble, soprano Dorothy Dorow, direttore Ed Spanjaard, CD Etcetera Records
- Franco Donatoni (disco monografico) Ensemble Fa, direttore Dominique My, CD Una Corda/Accord
- Franco Donatoni Demoé Percussion Ensemble, direttore Daniele Vineis, CD Stradivarius
- Franco Donatoni (disco monografico) pianista M.I. De Carli, pianista M. Bodini, CD Stradivarius

## Scritti
- Questo, Edizioni Adelphi, Milano (1970), ISBN 8845901467
- Antecedente X "sulle difficoltà del comporre", Edizioni Adelphi, Milano (1980), ISBN 8845904342
- Il sigaro di Armando, Spirali Edizioni, Milano (1982), ISBN 8877700521
- In-oltre, Edizioni L'Obliquo, Brescia (1988)